# Млади градинари
„Млади градинари“ (на естонски: Noored aednikud) е картина от естонския художник Мале Лейс от 1968 г.
Картината е нарисувана с маслени бои върху платно и е с размер 100 x 100,3 cm. Художникът умело твори в стил попарт, като неговите произведения са известни както в СССР, така и в Западна Европа. Картината представя двоен автопортрет на фона на цветя и може да се тълкува по начин, че двама млади градинари лежат върху цветята в собствената им градина. Геометричните форми показват, че картината е в стил попарт.
Картината е част от фонда на Художествения музей в Тарту, Естония.